# Lasioglossum mariuticum
Lasioglossum mariuticum är en biart som först beskrevs av Blüthgen 1934.  Lasioglossum mariuticum ingår i släktet smalbin, och familjen vägbin. Inga underarter finns listade i Catalogue of Life.